# Tề Khắc Nhượng
Tề Khắc Nhượng (giản thể: 齐克让; phồn thể: 齊克讓; bính âm: Qí Kèràng) là một tướng lĩnh nhà Đường. Ông tham gia chống lại cuộc khởi nghĩa của Hoàng Sào, giữ chức vụ Thái Ninh tiết độ sứ. Sau khi thất bại trước quân Hoàng Sào, ông trở về Thái Ninh, song đến năm 886 thì bị lật đổ trong một cuộc tập kích của Chu Cẩn.

## Chống Hoàng Sào
Năm 880, khi ông đang giữ chức Thái Ninh tiết độ sứ, Đường Hy Tông lệnh cho binh lính từ các quân phía đông đến đóng tại Ân Thủy, binh lính của Tề Khắc Nhượng đến đóng quân tại Nhữ châu, để ngăn chặn quân Hoàng Sào tiến về phía tây bắc.
Vào mùa thu năm 880, Hoàng Sào tiến quân đến khu vực, và do áp đảo về quân số, Hoàng Sào đánh bại Thiên Bình tiết độ sứ Tào Toàn Trinh (曹全晸). Hơn nữa, cũng trong khoảng thời gian này, Trung Vũ tiết độ sứ Tiết Năng (薛能) bị sát hại trong một cuộc binh biến do Chu Ngập (周岌) lãnh đạo. Tề Khắc Nhượng lo sợ rằng Chu Ngập sẽ tập kích mình nên đã rời bỏ vị trí phòng thủ và trở về thủ phủ Duyện châu (兗州) của Thái Ninh. Sau khi Tề Khắc Nhượng rời đi, binh sĩ các quân khác cũng từ bỏ việc phòng thủ Ân Thủy, Hoàng Sào do vậy rộng đường tiến đến đông đô Lạc Dương và kinh thành Trường An.
Sau đó, Tề Khắc Nhượng tái tập hợp binh sĩ và tiến đến vùng lân cận Lạc Dương, song sức mạnh của Hoàng Sào ngày càng tăng, vì thế ông quyết định triệt thoái đến Đồng Quan để ngăn Hoàng Sào tiến về kinh thành. Tại thời điểm đó, Tề Khắc Nhượng vẫn có hơn 1 vạn lính, song binh sĩ của ông không có nguồn cung cấp lương thực. Khi Đường Hy Tông phái Trương Thừa Phạm (張承範) suất vài nghìn binh đến hiệp trợ Tề Khắc Nhượng, song Trương Thừa Phạm bày tỏ phản đối do cả hai đội quân đều không có nguồn cung cấp lương thực; Đường Hy Tông tuy vậy vẫn phái Trương Thừa Phạm đi, nói rằng lương thực sẽ đến sau, song trên thực tế là không có.
Vào ngày 4 tháng 1, 881, quân tiếp viện của Trương Thừa Phạm đến Đồng Quan, quân tiền phong của Hoàng Sào cũng tiến đến. Quân của Tề Khắc Nhượng và quân của Hoàng Sào giao chiến suốt buổi sáng, thoạt đầu ông có thể chống lại quân Hoàng Sào. Tuy nhiên, đến buổi trưa, quân của Tề Khắc Nhượng bị đói nên đã tan rã, các binh sĩ dẫm nát Cấm Khanh (禁坑), một thung lũng được đặt đầy chông gai nhằm tạo thành vành đai phòng thủ cho Đồng Quan, các chông gai bị phá hủy và quân Hoàng Sào có thể tiến công Đồng Quan. Tề Khắc Nhượng chạy trốn, trong khi Trương Thừa Phạm tiếp tục trấn giữ Đồng Quan, song thất thủ, Hoàng Sào tiếp tục công chiếm Trường An, Đường Hy Tông phải chạy trốn đến Thành Đô.

## Thất thế tại Thái Ninh
Sau thất bại trước Hoàng Sào, có vẻ Tề Khắc Nhượng đã trở về Thái Ninh, do ông vẫn được ghi là Thái Ninh tiết độ sứ vào năm 885. Vào mùa hè năm đó, trong một cuộc tranh chấp, Tả Thần Sách trung úy Điền Lệnh Tư đã thỉnh Đường Hy Tông ban một chiếu chỉ chuyển Hà Trung tiết độ sứ Vương Trọng Vinh đến Thái Ninh, chuyển Tề Khắc Nhượng đến Nghĩa Vũ , và chuyển Nghĩa Vũ tiết độ sứ Vương Xử Tồn chuyển đến Hà Trung. Vương Trọng Vinh sau đó cùng với Hà Đông tiết độ sứ Lý Khắc Dụng đánh bại Điền Lệnh Tư cùng đồng minh.
Năm 886, Chu Cẩn (朱瑾)- một viên quan và thân thích của Thiên Bình tiết độ sứ Chu Tuyên- đã đề nghị Tề Khắc Nhượng gả con cho ông ta. Tề Khắc Nhượng chấp thuận song không biết rằng điều này thực ra nằm trong âm mưu tiếp quản Thái Ninh của Chu Cẩn. Chu Cẩn đem theo một đoàn rước từ Vận châu (鄆州) đến Duyện châu, song giấu vũ khí và khôi giáp ở trên xe. Khi Chu Cẩn tiến đến Duyện châu, vào ngày nhận dâu, ông ta đã tập kích, đuổi Tề Khắc Nhượng khỏi Duyện châu. Chu Cẩn đoạt lấy Thái Ninh và cuối cùng được bổ nhiệm là tiết độ sứ.